# Pángenom
A molekuláris biológiában a pángenom (vagy szupragenom) tartalmazza az egy fajhoz tartozó lehetséges gének teljes választékát – általában baktériumokra és archeákra használják a kifejezést, melyeknek még közeli törzsei között is nagy változatosság lehet a géntartalomban. Egy faj összes törzsei génkészleteinek unióját értjük alatta. A pángenom jelentősége evolúciós kontextusban mutatkozik meg, főként a metagenomikában releváns, de szélesebb genomikai kontextusban is használatos.
A „pán” genom több részre osztható. 
Tartalmazza a valamennyi törzsben jelenlévő „mag” genomot (core genome), melyet a fajra jellemző, erősen konzervált „váz” gének sora alkot. Ez általában az alapvető anyagcsere-folyamatokban részt vevő géneket tartalmazza.
A maggenomot változatos géntartalmú, az adott törzsre specifikus genomi szigetek, a „járulékos” genom (dispensable genome) szakítják meg. Ezek két vagy több törzsben is megjelennek. A járulékos genom többnyire mobilis genetikai elemeket, virulenciafaktorokat hordoz, illetve a törzsre specifikus különleges életkörülményekhez való alkalmazkodást lehetővé tevő géneket.
Meg szokás még említeni az egyetlen törzsben megjelenő, egyedi géneket (unique genes).

## Példák
A mag- és a pángenom méretének összehasonlítását elvégezték például a Prochlorococcus esetében. A maggenom logikusan sokkal kisebb a pángenomnál.